# Phellopsylla wellingtoniae
Phellopsylla wellingtoniae är en insektsart som först beskrevs av Walter Wilson Froggatt 1903.  Phellopsylla wellingtoniae ingår i släktet Phellopsylla och familjen rundbladloppor. Inga underarter finns listade i Catalogue of Life.